# Gian Cesare Pico
Gian Cesare Pico (Castel Goffredo, 10 novembre 1882 – Milano, 1972) è stato un pedagogista italiano.

## Biografia

Stemma della casata dei Pico della Mirandola

Discendente dalla nobile famiglia Pico della Mirandola, nacque a Castel Goffredo nel 1882. A tre anni, rimasto orfano del padre ufficiale dell'esercito, si trasferì a Mantova con la madre e i fratelli e frequentò la scuola dell'obbligo. A diciannove anni ottenne a Padova il diploma di maestro elementare e insegnò per alcuni anni nella provincia di Mantova. Frequentò a Milano la Scuola Pedagogica presso l'Accademia Scientifico Letteraria di Gabrio Casati, ottenendo il diploma di abilitazione all'educazione dei fanciulli anormali.
Seguace dell'indirizzo pedagogico di Benedetto Croce, fondò e diresse la rivista La nostra scuola.  A Milano fondò un'associazione denominata “Gruppo d'Azione per le Scuole del Popolo” che si occupava della figura del maestro e che trovò il favore del Ministero della Pubblica Istruzione.
Fondò la “Società Ortografica Italiana” e prese parte alla lotta contro l'analfabetismo in Lombardia. A causa della guerra nel 1943 sfollò con al famiglia a Medole e assunse la direzione del Circolo Didattico di Asola. Dal 1º giugno al 16 agosto 1945 svolse l'ufficio di sindaco di Medole, su nomina del CLNAI, e nel settembre dello stesso anno ricevette la nomina di Ispettore Scolastico a Milano, carica che ricoprì sino al 1949.
Morì a Milano nel 1972.
Pubblicò libri di narrativa per fanciulli e libri di didattica e pedagogia.
Collaborò a varie riviste tra cui La Voce di Giuseppe Prezzolini, Energie Nuove di Piero Gobetti, la Geografia dell'Istituto Geografico De Agostini.

## Pubblicazioni
- Le memorie di un bambino, Ed. Sandron, 1924.
- Passa il Re, Ed. Bemporad.
- Dalla Staffora al Giuba, Ed. La Scuola.
- Favole di Leonardo, Ed. Paravia.
- I Martiri di Belfiore, ed. S.E.I., 1955.
- L'ortografia nell'insegnamento primario, Ed. Cooperativa Libraria.
- Confidenze di un maestro, Ed. La Voce, 1934.

## Onorificenze
- Gian Cesare Pico stato insignito nel 1967 dell'Ambrogino d'oro dalla città di Milano.[1]